# Castelnau-Montratier (comuna delegada)
Castelnau-Montratier era una comuna francesa situada en el departamento de Lot, en la región de Occitania, que el 1 de enero de 2017 pasó a ser una comuna delegada de la comuna nueva de Castelnau-Montratier-Sainte-Alauzie al fusionarse con la comuna de Sainte-Alauzie. Tiene una población estimada, a inicios de 2020, de 1730 habitantes.

## Demografía
| Gráfica de evolución demográfica de Castelnau-Montratier entre 1800 y 2020 |
|                                                                            |

Los datos demográficos contemplados en este gráfico de la comuna de Castelnau-Montratier se han cogido de 1800 a 1999 de la página francesa EHESS/Cassini, y los demás datos de la página del INSEE.